# لی تیلور-یانگ
لی تیلور-یانگ (انگلیسی: Leigh Taylor-Young؛ زادهٔ ۲۵ ژانویهٔ ۱۹۴۵) بازیگر اهل ایالات متحده آمریکا است. وی از سال ۱۹۶۶ میلادی تاکنون مشغول فعالیت بوده است.
از فیلم‌ها یا سریال‌های تلویزیونی که وی در آن نقش داشته است، می‌توان به سانست بیچ، جهش بزرگ و ستایشگر پنهانی اشاره کرد.